# Wolf Schunke
Wolf Schunke (* 17. Mai 1940; † 21. Februar 2025 in Berlin) war ein deutscher Diplomat. Er war Botschafter der DDR in mehreren afrikanischen Staaten.

## Leben
Nach dem Abitur studierte Schunke von 1960 bis 1964 Russisch und Französisch an der Martin-Luther-Universität Halle-Wittenberg (MLU). Anschließend war er wissenschaftlicher Mitarbeiter am Romanistischen Seminar sowie Lehrbeauftragter an der MLU. 1971 wurde er zum Dr. phil. promoviert.
1971 trat er in den Diplomatischen Dienst der DDR. Von 1971 bis 1974 war er Dritter Sekretär an der Botschaft der DDR im Tschad, von 1974 bis 1977 Botschaftsrat an der Botschaft in Guinea. Zwischen 1977 und 1979 absolvierte er ein postgraduales Studium an der Diplomatenschule in Moskau. Von August 1980 bis Januar 1985 war er Botschafter der DDR in Nigeria und ab Oktober 1980 zweitakkreditiert in Benin sowie ab Juni 1981 in Äquatorialguinea. Von 1985 bis 1988 war er als wissenschaftlicher Mitarbeiter im Ministerium für Auswärtige Angelegenheiten der DDR tätig. Von März 1989 bis 1990 war er Botschafter der DDR in Tansania und ab Juni 1989 zweitakkreditiert in den Seychellen, ab Oktober 1989 den  Komoren und Mauritius.
Schunke war Mitglied der SED. Er war verheiratet und Vater von drei Kindern.